# Albert Besson
Albert Besson (Montgeron, Essonne;  18 de abril de 1896 - Montgeron, 17 de mayo de  1965) fue un médico francés, higienista y miembro de la Academia Nacional de Medicina.
Es autor del texto de microbiología Technique microbiologique et sérothérapique: (microbes pathogènes de l'homme et des animaux); guide du médecin et du vétérinaire pour les travaux de laboratoire, publicada en París por J. B. Baillière et Fils (1920); y del de higiene hospitalaria titulado Questions d'hygiène et de technique hospitalières : de la construction et de l'aménagement des établissements hospitaliers, publicado también en París por J. B. Baillière et Fils (1951). 